# ديف باتن
ديف باتن (بالإنجليزية: Dave Batten) هو عداء سريع نيوزيلندي، ولد في 13 ديسمبر 1926 في كرايستشرش في نيوزيلندا، وتوفي في 11 سبتمبر 2013.

## روابط خارجية
- ديف باتن على موقع اللجنة الأولمبية النيوزيلندية (الإنجليزية)